# Masters of the Universe (album Pulp)
Masters of the Universe è un album di raccolta del gruppo musicale britannico Pulp, pubblicato nel 1994.

## Tracce
1. Little Girl (With Blue Eyes) – 3:28
2. Simultaneous – 4:09
3. Blue Glow – 3:06
4. The Will to Power – 3:25
5. Dogs Are Everywhere – 4:53
6. The Mark of the Devil – 4:36
7. 97 Lovers – 4:30
8. Aborigine – 4:53
9. Goodnight – 5:08
10. They Suffocate at Night – 6:19
11. Tunnel – 8:13
12. Master of the Universe (Sanitised Version) – 3:23
13. Manon – 3:33

## Formazione
- Jarvis Cocker – voce, chitarra
- Russell Senior – chitarra, violino, voce (in The Will to Power)
- Candida Doyle – tastiera, cori
- Peter Mansell – basso
- Magnus Doyle – batteria